# Pays voironnais Mobilité
Pays voironnais Mobilité, anciennement Transports du Pays voironnais, est un réseau de transport en commun principalement centré sur les villes françaises de Voiron, Rives et Saint-Jean-de-Moirans dans le département de l'Isère. L'autorité organisatrice de transport urbain de ce réseau, exploité par Perraud Voyages, est la communauté d'agglomération du Pays voironnais.
Le 1er janvier 2020, la communauté d'agglomération du Pays voironnais a adhéré au Syndicat mixte des mobilités de l'aire grenobloise (SMMAG) qui est devenu l'autorité organisatrice du réseau.

## Historique

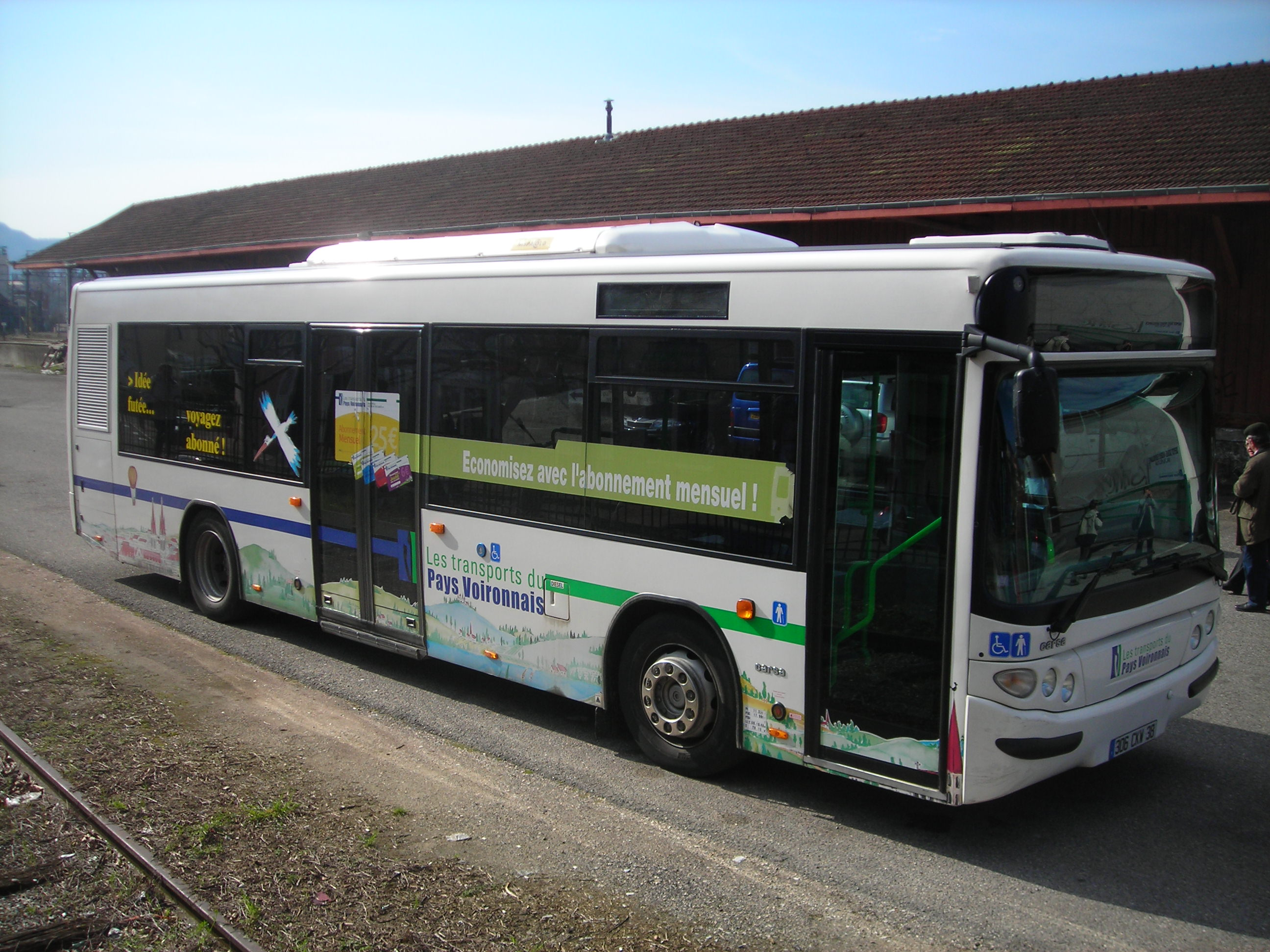
Scania MidiCity (2005-2011)

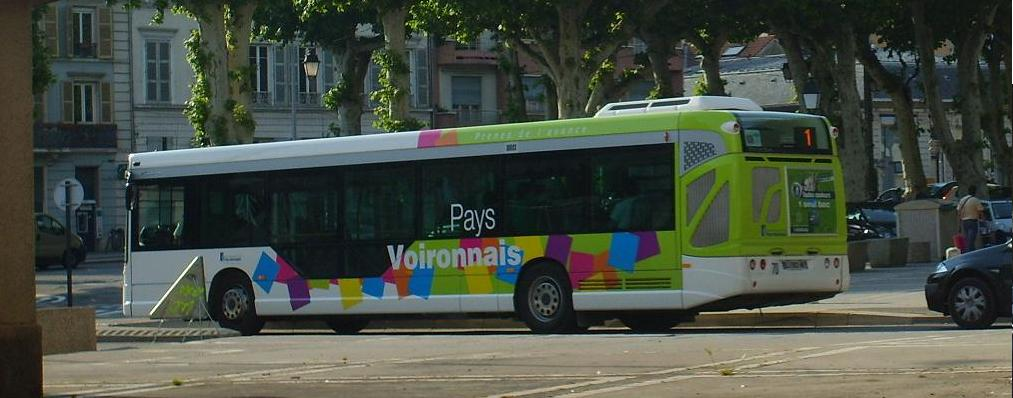
Heuliez GX 327 (2011-2017)

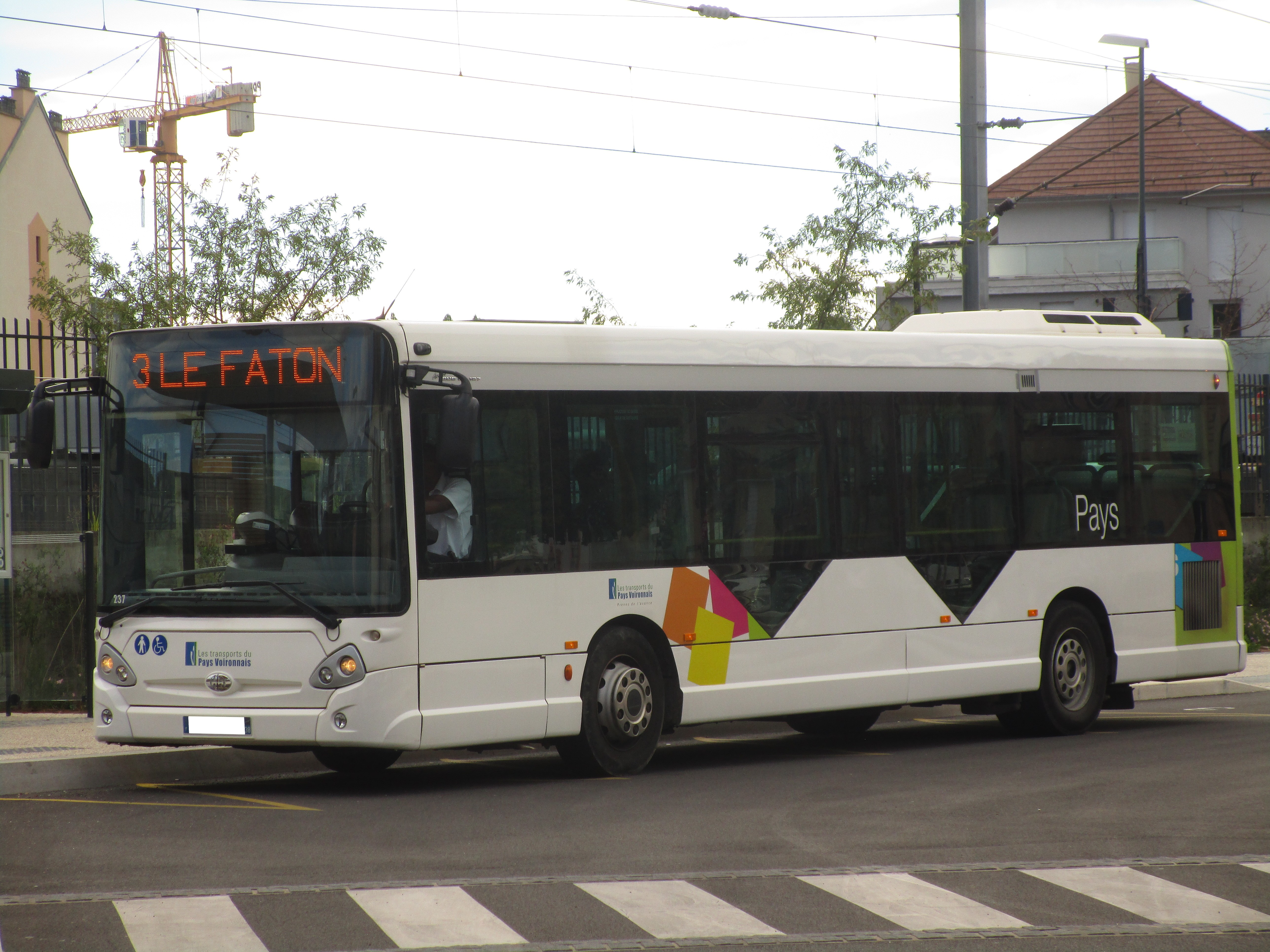
Bus de la ligne numéro 3 allant du quartier Champfeuillet au quartier Le Faton, stationné au quai 4 de la gare routière nord.

Le réseau voit le jour le 1er septembre 2004 avec la création de 11 lignes périurbaines.
Le 15 décembre 2004, les lignes 1 à 3 sont créées, donnant au réseau urbain sa forme initiale.
Le 2 janvier 2008, la ligne 10 est créée.
Le 1er septembre 2010, la ligne B (Croix de la Rochette - Moirans - Voiron) a été remplacée par la ligne 20 et un prolongement de la ligne W.
Le 1er mars 2011, mise en place du transport à la demande pour personnes à mobilité réduite. La même année mise en place de la ligne S.
Le 20 janvier 2014, la ligne 10 perd son trajet circulaire en desservant la commune de Renage à la suite d'un accord entre les deux communautés de commune.
Le 2 janvier 2015, le Transport à la demande est modifié : Les TAD de Voiron La Martelière, Le Louvasset et Le Rousset, ainsi que certains services des TAD C et D sont supprimés, tandis qu'un TAD S est créé. La section régulière du TAD E2 entre Saint-Geoire-en-Valdaine et Voiron devient régulière. En septembre, le réseau change de nom et devient Pays voironnais Mobilité.
Le 1er septembre 2017, mise en service de la ligne 4 reliant Voiron - Coublevie - St Jean de Moirans.
Le 1er janvier 2020, la communauté d'agglomération du Pays voironnais adhère au Syndicat mixte des mobilités de l'aire grenobloise (SMMAG), anciennement SMTC Grenoble ; de ce fait le SMMAG devient la nouvelle autorité organisatrice de la mobilité sur ce territoire.
Au 1er septembre 2021, le réseau urbain de Voiron est adapté à la desserte du nouvel hôpital par les lignes 3 et 4, le TAD Hôpital desservant l'ancien site est supprimé. La ligne 10 ne dessert plus la ville de Renage à la suite de la fin de l'accord entre le Pays Voironnais et la Communauté de communes de Bièvre Est à laquelle appartient cette commune.
Depuis le 1er janvier 2025, la Communauté d'agglomération du Pays Voironnais a transféré ses compétences en matière de mobilité au Syndicat Mixte des Mobilités de l'Aire Grenobloise (SMMAG). Le réseau Pays Voironnais mobilité est donc, à partir de cette date, administré par le SMMAG.
À la rentrée 2025-2026, l'ensemble des lignes du réseau (lignes urbaines, interurbaines et scolaires) seront renumérotées pour être en cohérence avec M réso. Les lignes urbaines seront renumérotées en lignes Proximo, les lignes interurbaines en Flexo et les lignes scolaires en Sacado.

### Identité visuelle

Ancien logo de septembre 2004 à août 2015.
Logo actuel depuis septembre 2015.

## Le réseau

### L'autorité organisatrice
La communauté d'agglomération du Pays voironnais, composée de 34 communes et d'une population totale de 91 156 habitants et est chargée des transports en commun en son périmètre. Ses principales missions sont :
- Élaborer et mettre en œuvre la politique de transport de l'agglomération ;
- Réaliser les investissements correspondants en matière d’infrastructures (poteaux, aménagements de voirie, dépôt de bus) ;
- Déterminer la politique tarifaire et les adaptations de l'offre de transport.

### L'exploitant
Le Groupe Perraud, employant 529 personnes et membre du groupement de transporteurs indépendants RÉUNIR, est la société à laquelle l'exploitation du réseau urbain Pays Voironnais Mobilité a été confiée par l'autorité organisatrice des transports. Cette exploitation se fait par le biais d'une filiale dédiée : Réunir Dauphiné. Ses missions sont :
- Exploiter le réseau en étant propriétaire des bus ;
- Rendre compte de l'exploitation à l'autorité organisatrice ;
- Assumer le risque d'exploitation ;
- S'engager sur des objectifs annuels de recettes ;
- Assister l'autorité organisatrice dans son rôle de maître d'ouvrage.

Les lignes Interurbaines et scolaires sont exploitées par différents transporteurs locaux :
- Groupe Perraud
- VFD
- Faure Vercors
- Philibert Transport
- Actibus

### Territoire desservi
En 2019, le réseau dessert les communes suivantes :
- Bilieu ;
- Charancieu ;
- Charavines ;
- Charnècles ;
- Chirens ;
- Coublevie ;
- Les Abrets en Dauphiné (commune déléguée de La Bâtie-Divisin ; Communauté de communes Les Vals du Dauphiné) ;
- La Buisse ;
- La Murette ;
- La Sure en Chartreuse ;
- Fontanil-Cornillon (Grenoble-Alpes Métropole) ;
- Massieu ;
- Merlas ;
- Miribel-les-Échelles (Communauté de communes Cœur de Chartreuse) ;
- Moirans ;
- Montferrat ;
- Réaumont ;
- Renage (Communauté de communes de Bièvre Est) ;
- Rives ;
- Saint-Aupre ;
- Saint-Blaise-du-Buis ;
- Saint-Bueil ;
- Saint-Cassien ;
- Saint-Étienne-de-Crossey ;
- Saint-Geoire-en-Valdaine ;
- Saint-Jean-de-Moirans ;
- Saint-Nicolas-de-Macherin ;
- Saint-Sulpice-des-Rivoires ;
- Tullins ;
- Valencogne (Communauté de communes Les Vals du Dauphiné) ;
- Velanne ;
- Villages du Lac de Paladru ;
- Voiron ;
- Voissant ;
- Voreppe ;
- Vourey.

### Lignes urbaines

#### Lignes urbaines de Voiron
| Ligne | Caractéristiques | Caractéristiques                                                                                     | Caractéristiques                                                                                     | Caractéristiques                                                                                     | Caractéristiques                                                                                     | Caractéristiques                                                                                     | Caractéristiques                                                                                     | Caractéristiques                                                                                     | Caractéristiques                                                                                     |
| 1     | Voiron — Leprince Ringuet ⥋ Voiron — Paviot (Saint-Jean-de-Moirans — Patinière à certains services)) | Voiron — Leprince Ringuet ⥋ Voiron — Paviot (Saint-Jean-de-Moirans — Patinière à certains services)) | Voiron — Leprince Ringuet ⥋ Voiron — Paviot (Saint-Jean-de-Moirans — Patinière à certains services)) | Voiron — Leprince Ringuet ⥋ Voiron — Paviot (Saint-Jean-de-Moirans — Patinière à certains services)) | Voiron — Leprince Ringuet ⥋ Voiron — Paviot (Saint-Jean-de-Moirans — Patinière à certains services)) | Voiron — Leprince Ringuet ⥋ Voiron — Paviot (Saint-Jean-de-Moirans — Patinière à certains services)) | Voiron — Leprince Ringuet ⥋ Voiron — Paviot (Saint-Jean-de-Moirans — Patinière à certains services)) | Voiron — Leprince Ringuet ⥋ Voiron — Paviot (Saint-Jean-de-Moirans — Patinière à certains services)) | Voiron — Leprince Ringuet ⥋ Voiron — Paviot (Saint-Jean-de-Moirans — Patinière à certains services)) |
| ----- | --- | --- | --- | --- | --- | --- | --- | --- | --- |
| 1     | Ouverture / Fermeture 15 décembre 2004 / — | Longueur 6,5 km                                                                                      | Durée 19 environ (21 avec le terminus à Patinière) min                                               | Nb. d’arrêts 19 (21)                                                                                 | Matériel GX 337                                                                                      | Jours de fonctionnement L, Ma, Me, J, V, S                                                           | Jour / Soir / Nuit / Fêtes O / O / N / N                                                             | Voy. / an —                                                                                          | Transporteur Groupe Perraud                                                                          |
| 1     | Desserte : - Villes et lieux desservis : Voiron (Blanchisseries, Brunerie, Pôle de Vouise, Gendarmerie, Centre Social, Secteur des gares, Médiathèque, Baltiss, Paviot et Saint-Jean-de-Moirans - Gares desservies : Gare de Voiron et Gare routière Nord | | | | | | | | |
| 1     | Autre : - Arrêts non accessibles aux UFR : Paviot vers Patinière, Maison Blanche et Patinière. - Amplitudes horaires : La ligne fonctionne du lundi au vendredi de 6 h 5 à 20 h 35 et le samedi de 7 h 5 à 20 h 5 environ. - Particularités : À certains services, environ un toutes les deux heures, la ligne est prolongée jusqu'au terminus Patinière à Saint-Jean-de-Moirans. - Date de dernière mise à jour : 21 janvier 2024.  | | | | | | | | |
| 1     | Dernière actualisation : — | | | | | | | | |
| 2     | Voiron — Parvis ⥋ Coublevie — Za du Parvis | Voiron — Parvis ⥋ Coublevie — Za du Parvis                                                           | Voiron — Parvis ⥋ Coublevie — Za du Parvis                                                           | Voiron — Parvis ⥋ Coublevie — Za du Parvis                                                           | Voiron — Parvis ⥋ Coublevie — Za du Parvis                                                           | Voiron — Parvis ⥋ Coublevie — Za du Parvis                                                           | Voiron — Parvis ⥋ Coublevie — Za du Parvis                                                           | Voiron — Parvis ⥋ Coublevie — Za du Parvis                                                           | Voiron — Parvis ⥋ Coublevie — Za du Parvis                                                           |
| 2     | Ouverture / Fermeture 15 décembre 2004 / — | Longueur 6,5 km                                                                                      | Durée 25 environ min                                                                                 | Nb. d’arrêts 22                                                                                      | Matériel GX 137 L                                                                                    | Jours de fonctionnement L, Ma, Me, J, V, S                                                           | Jour / Soir / Nuit / Fêtes O / O / N / N                                                             | Voy. / an —                                                                                          | Transporteur Groupe Perraud                                                                          |
| 2     | Desserte : - Villes et lieux desservis : Coublevie (ZA du Roulet, Collège Plan Menu, Mairie, École Primaire du Bérard, Hôpital, Maison de retraite, Pays Voironnais Écocité) et Voiron (Lycée Ferdinand Buisson, Médiathèque, Centre social, École Sainte-Marie, Brunetiere, ZA du Parvis) - Gares desservies : Gare de Voiron et Gare routière Nord                                                                                 | | | | | | | | |
| 2     | Autre : - Arrêts non accessibles aux UFR : Rue Guimet et Boulevard du Guillon. - Amplitudes horaires : La ligne fonctionne du lundi au vendredi de 6 h 30 à 20 h et le samedi de 7 h à 20 h environ. - Date de dernière mise à jour : 21 janvier 2024. | | | | | | | | |
| 2     | Dernière actualisation : — | | | | | | | | |
| 3     | Voiron — Le Faton ⥋ Voiron — Champfeuillet | Voiron — Le Faton ⥋ Voiron — Champfeuillet                                                           | Voiron — Le Faton ⥋ Voiron — Champfeuillet                                                           | Voiron — Le Faton ⥋ Voiron — Champfeuillet                                                           | Voiron — Le Faton ⥋ Voiron — Champfeuillet                                                           | Voiron — Le Faton ⥋ Voiron — Champfeuillet                                                           | Voiron — Le Faton ⥋ Voiron — Champfeuillet                                                           | Voiron — Le Faton ⥋ Voiron — Champfeuillet                                                           | Voiron — Le Faton ⥋ Voiron — Champfeuillet                                                           |
| 3     | Ouverture / Fermeture 15 décembre 2004 / — | Longueur inv km                                                                                      | Durée —                                                                                              | Nb. d’arrêts 17                                                                                      | Matériel GX 137 L                                                                                    | Jours de fonctionnement L, Ma, Me, J, V, S                                                           | Jour / Soir / Nuit / Fêtes O / O / N / N                                                             | Voy. / an —                                                                                          | Transporteur Groupe Perraud                                                                          |
| 3     | Desserte : - Villes et lieux desservis : Voiron (Hôpital, Gendarmerie, École de Musique, Centre social, Mairie, Clinique, ZA de Champfeuillet) - Gares desservies : Gare de Voiron et Gare routière Nord | | | | | | | | |
| 3     | Autre : - Arrêts non accessibles aux UFR : Grand Angle et Clinique. - Amplitudes horaires : La ligne fonctionne du lundi au vendredi de 6 h 20 à 20 h 5 et le samedi de 7 h à 19 h 50 environ. - Date de dernière mise à jour : 21 janvier 2024. | | | | | | | | |
| 3     | Dernière actualisation : — | | | | | | | | |
| 4     | Voiron — Hôpital ⥋ Saint-Jean-de-Moirans — Gymnase | Voiron — Hôpital ⥋ Saint-Jean-de-Moirans — Gymnase                                                   | Voiron — Hôpital ⥋ Saint-Jean-de-Moirans — Gymnase                                                   | Voiron — Hôpital ⥋ Saint-Jean-de-Moirans — Gymnase                                                   | Voiron — Hôpital ⥋ Saint-Jean-de-Moirans — Gymnase                                                   | Voiron — Hôpital ⥋ Saint-Jean-de-Moirans — Gymnase                                                   | Voiron — Hôpital ⥋ Saint-Jean-de-Moirans — Gymnase                                                   | Voiron — Hôpital ⥋ Saint-Jean-de-Moirans — Gymnase                                                   | Voiron — Hôpital ⥋ Saint-Jean-de-Moirans — Gymnase                                                   |
| 4     | Ouverture / Fermeture 1er septembre 2017 / — | Longueur —                                                                                           | Durée —                                                                                              | Nb. d’arrêts 21                                                                                      | Matériel GX 337 & GX137                                                                              | Jours de fonctionnement L, Ma, Me, J, V, S                                                           | Jour / Soir / Nuit / Fêtes O / N / N / N                                                             | Voy. / an —                                                                                          | Transporteur Groupe Perraud                                                                          |
| 4     | Desserte : - Villes et lieux desservis : Voiron (Hôpital, Gymnase La Garenne, Belvédère 1 & 2, Eglise St Pierre, Gendarmerie, École de Musique, Centre social, Gare SNCF, Médiatheque) Coublevie ( Parking Plan Menu ) - Gares desservies : Gare de Voiron et Gare routière Nord | | | | | | | | |
| 4     | Autre : - Arrêts non accessibles aux UFR : Belvédère 2 et Trincon. - Amplitudes horaires : La ligne fonctionne du lundi au vendredi de 6 h 5 à 19 h 35 et le samedi de 7 h 30 à 19 h 45 environ. - Particularités : À partir de 20h00, dans le sens Voiron→St Jean de Moirans une ligne de transport à la demande est disponible sur réservation et suit le parcours de la ligne 4 - Date de dernière mise à jour : 21 janvier 2024. | | | | | | | | |
| 4     | Dernière actualisation : — | | | | | | | | |

#### Ligne urbaine de Rives
| Ligne | Caractéristiques | Caractéristiques                      | Caractéristiques                      | Caractéristiques                      | Caractéristiques                         | Caractéristiques                        | Caractéristiques                         | Caractéristiques                      | Caractéristiques                      |
| 10    | Rives — Bas Rives ⥋ Rives — Gare SNCF | Rives — Bas Rives ⥋ Rives — Gare SNCF | Rives — Bas Rives ⥋ Rives — Gare SNCF | Rives — Bas Rives ⥋ Rives — Gare SNCF | Rives — Bas Rives ⥋ Rives — Gare SNCF    | Rives — Bas Rives ⥋ Rives — Gare SNCF   | Rives — Bas Rives ⥋ Rives — Gare SNCF    | Rives — Bas Rives ⥋ Rives — Gare SNCF | Rives — Bas Rives ⥋ Rives — Gare SNCF |
| ----- | --- | ------------------------------------- | ------------------------------------- | ------------------------------------- | ---------------------------------------- | --------------------------------------- | ---------------------------------------- | ------------------------------------- | ------------------------------------- |
| 10    | Ouverture / Fermeture 2 janvier 2008 / — | Longueur —                            | Durée —                               | Nb. d’arrêts 7                        | Matériel Temsa MD 9 LE Solaris Urbino 10 | Jours de fonctionnement L, Ma, Me, J, V | Jour / Soir / Nuit / Fêtes O / N / N / N | Voy. / an —                           | Transporteur VFD                      |
| 10    | Desserte : - Villes et lieux desservis :Rives (Mairie, Centre social, Gendarmerie, Maison de retraite, Supermarché) - Gare desservie : Gare de Rives |                                       |                                       |                                       |                                          |                                         |                                          |                                       |                                       |
| 10    | Autre : - Arrêts non accessibles aux UFR : "Bas Rives", "Maison de retraite", " Levatel" et "Chartreuse". - Amplitudes horaires : La ligne fonctionne du lundi au vendredi de 6 h 25 à 9 h 30 direction Rives et de 11 h 30 à 19 h 20 environ direction Renage. - Date de dernière mise à jour : 14 novembre 2022. |                                       |                                       |                                       |                                          |                                         |                                          |                                       |                                       |
| 10    | Dernière actualisation : — |                                       |                                       |                                       |                                          |                                         |                                          |                                       |                                       |

#### Ligne urbaine de Moirans
| Ligne | Caractéristiques | Caractéristiques                                             | Caractéristiques                                             | Caractéristiques                                             | Caractéristiques                                             | Caractéristiques                                             | Caractéristiques                                             | Caractéristiques                                             | Caractéristiques                                             |
| 20    | Moirans — Rue de la Coste ⥋ Voreppe — Centr'Alp Louis Armand | Moirans — Rue de la Coste ⥋ Voreppe — Centr'Alp Louis Armand | Moirans — Rue de la Coste ⥋ Voreppe — Centr'Alp Louis Armand | Moirans — Rue de la Coste ⥋ Voreppe — Centr'Alp Louis Armand | Moirans — Rue de la Coste ⥋ Voreppe — Centr'Alp Louis Armand | Moirans — Rue de la Coste ⥋ Voreppe — Centr'Alp Louis Armand | Moirans — Rue de la Coste ⥋ Voreppe — Centr'Alp Louis Armand | Moirans — Rue de la Coste ⥋ Voreppe — Centr'Alp Louis Armand | Moirans — Rue de la Coste ⥋ Voreppe — Centr'Alp Louis Armand |
| ----- | --- | ------------------------------------------------------------ | ------------------------------------------------------------ | ------------------------------------------------------------ | ------------------------------------------------------------ | ------------------------------------------------------------ | ------------------------------------------------------------ | ------------------------------------------------------------ | ------------------------------------------------------------ |
| 20    | Ouverture / Fermeture 1er septembre 2010 / — | Longueur —                                                   | Durée 23 min                                                 | Nb. d’arrêts 17                                              | Matériel Otokar Vectio LE                                    | Jours de fonctionnement L, Ma, Me, J, V                      | Jour / Soir / Nuit / Fêtes O / N / N / N                     | Voy. / an —                                                  | Transporteur Groupe Perraud                                  |
| 20    | Desserte : - Villes et lieux desservis : Moirans (Mairie, Centre social, Gendarmerie, Parc de la Grille, Médiathèque, Lycée P. Béghin, Centr'Alp, Maison de la Production) et Voreppe (Centr'Alp) - Gare desservie : Gare de Moirans et Gare de Moirans-Galifette à distance, à l'arrêt Parc de la Grille |                                                              |                                                              |                                                              |                                                              |                                                              |                                                              |                                                              |                                                              |
| 20    | Autre : - Arrêts non accessibles aux UFR : "Louis Armand" et "Rue de la Coste" - Amplitudes horaires : La ligne fonctionne du lundi au vendredi de 6 h 40 à 9 h 5 direction Centr'Alp et de 15 h 50 à 19 h environ direction Moirans. - Date de dernière mise à jour : 2 aout 2022.                       |                                                              |                                                              |                                                              |                                                              |                                                              |                                                              |                                                              |                                                              |
| 20    | Dernière actualisation : — |                                                              |                                                              |                                                              |                                                              |                                                              |                                                              |                                                              |                                                              |

### Lignes interurbaines
| Ligne | Caractéristiques | Caractéristiques                                                                                           | Caractéristiques                                                                                           | Caractéristiques                                                                                           | Caractéristiques                                                                                           | Caractéristiques                                                                                           | Caractéristiques                                                                                           | Caractéristiques                                                                                           | Caractéristiques                                                                                           |
| A     | Voiron — Gare routière Sud ⥋ Tullins — Collège Condorcet (Tullins — Zone commerciale à certains services)) | Voiron — Gare routière Sud ⥋ Tullins — Collège Condorcet (Tullins — Zone commerciale à certains services)) | Voiron — Gare routière Sud ⥋ Tullins — Collège Condorcet (Tullins — Zone commerciale à certains services)) | Voiron — Gare routière Sud ⥋ Tullins — Collège Condorcet (Tullins — Zone commerciale à certains services)) | Voiron — Gare routière Sud ⥋ Tullins — Collège Condorcet (Tullins — Zone commerciale à certains services)) | Voiron — Gare routière Sud ⥋ Tullins — Collège Condorcet (Tullins — Zone commerciale à certains services)) | Voiron — Gare routière Sud ⥋ Tullins — Collège Condorcet (Tullins — Zone commerciale à certains services)) | Voiron — Gare routière Sud ⥋ Tullins — Collège Condorcet (Tullins — Zone commerciale à certains services)) | Voiron — Gare routière Sud ⥋ Tullins — Collège Condorcet (Tullins — Zone commerciale à certains services)) |
| ----- | --- | --- | --- | --- | --- | --- | --- | --- | --- |
| A     | Ouverture / Fermeture 01 septembre 2004 / — | Longueur —                                                                                                 | Durée — | Nb. d’arrêts —                                                                                             | Matériel —                                                                                                 | Jours de fonctionnement L, Ma, Me, J, V, S                                                                 | Jour / Soir / Nuit / Fêtes O / N / N / N                                                                   | Voy. / an —                                                                                                | Transporteur Groupe Perraud                                                                                |
| A     | Desserte : - Villes et lieux desservis : Voiron (Paviot École), Saint-Jean-de-Moirans, Moirans (Boulodrome, Collège Le Vergeron), Vourey et Tullins (Gare SNCF, Collège Condorcet) - Gares desservies : Gare de Voiron et Gare de Tullins-Fures | | | | | | | | |
| A     | Autre : - Arrêt non accessible aux UFR : Le Saix, "Le pavé", "Stade Jean Vallois" et "Zone Commerciale". - Amplitudes horaires : La ligne fonctionne du lundi au samedi de 6 h 40 à 20 h environ. - Date de dernière mise à jour : 2 aout 2022. | | | | | | | | |
| A     | Dernière actualisation : — | | | | | | | | |
| D     | Miribel-les-Échelles — Église ⥋ Voiron — Gare routière Sud | Miribel-les-Échelles — Église ⥋ Voiron — Gare routière Sud                                                 | Miribel-les-Échelles — Église ⥋ Voiron — Gare routière Sud                                                 | Miribel-les-Échelles — Église ⥋ Voiron — Gare routière Sud                                                 | Miribel-les-Échelles — Église ⥋ Voiron — Gare routière Sud                                                 | Miribel-les-Échelles — Église ⥋ Voiron — Gare routière Sud                                                 | Miribel-les-Échelles — Église ⥋ Voiron — Gare routière Sud                                                 | Miribel-les-Échelles — Église ⥋ Voiron — Gare routière Sud                                                 | Miribel-les-Échelles — Église ⥋ Voiron — Gare routière Sud                                                 |
| D     | Ouverture / Fermeture — / — | Longueur —                                                                                                 | Durée 33 min                                                                                               | Nb. d’arrêts 11                                                                                            | Matériel MAN Lion's Intercity                                                                              | Jours de fonctionnement L, Ma, Me, J, V, S                                                                 | Jour / Soir / Nuit / Fêtes O / N / N / N                                                                   | Voy. / an —                                                                                                | Transporteur Faure Vercors                                                                                 |
| D     | Desserte : - Villes et lieux desservis : Miribel-les-Échelles (Église, La Grotte), Saint-Aupre (Le Village), Saint-Étienne-de-Crossey (Pompiers, Le Village, Étang Dauphin), Coublevie et Voiron (Lycée Ferdinand Buisson) - Gares desservies : Gare de Voiron | | | | | | | | |
| D     | Autre : - Arrêts non accessibles aux UFR : Église, Saint-Roch, Le Verney, Ture, St-Aupre Village, Carrefour Grand vivier et St-Etienne Village. - Amplitudes horaires : La ligne fonctionne du lundi au samedi à raison de deux à quatre départs le matin vers Voiron et le soir à raison de deux à trois départs vers Miribel. - Transport à la demande : En heures creuses, la desserte est assurée par le TAD C. - Date de dernière mise à jour : 7 août 2019. | | | | | | | | |
| D     | Dernière actualisation : — | | | | | | | | |
| E     | Saint-Geoire-en-Valdaine — Cotagon ⥋ Voiron — Gare routière Nord | Saint-Geoire-en-Valdaine — Cotagon ⥋ Voiron — Gare routière Nord                                           | Saint-Geoire-en-Valdaine — Cotagon ⥋ Voiron — Gare routière Nord                                           | Saint-Geoire-en-Valdaine — Cotagon ⥋ Voiron — Gare routière Nord                                           | Saint-Geoire-en-Valdaine — Cotagon ⥋ Voiron — Gare routière Nord                                           | Saint-Geoire-en-Valdaine — Cotagon ⥋ Voiron — Gare routière Nord                                           | Saint-Geoire-en-Valdaine — Cotagon ⥋ Voiron — Gare routière Nord                                           | Saint-Geoire-en-Valdaine — Cotagon ⥋ Voiron — Gare routière Nord                                           | Saint-Geoire-en-Valdaine — Cotagon ⥋ Voiron — Gare routière Nord                                           |
| E     | Ouverture / Fermeture — / — | Longueur —                                                                                                 | Durée 30 min                                                                                               | Nb. d’arrêts 17                                                                                            | Matériel —                                                                                                 | Jours de fonctionnement L, Ma, Me, J, V, S                                                                 | Jour / Soir / Nuit / Fêtes O / N / N / N                                                                   | Voy. / an —                                                                                                | Transporteur Philibert transport                                                                           |
| E     | Desserte : - Villes et lieux desservis : Merlas (Village), Saint-Geoire-en-Valdaine (Écoles, Gendarmerie), Massieu (Village), Velanne (Centre), Saint-Sulpice-des-Rivoires (Bourg, Château d'Eau), Saint-Bueil, Chirens (Village, Collège), Voiron (CES La Garenne, Collège Saint-Joseph, Lycée F. Buisson) et Coublevie (Collège Plan Menu) - Gares desservies : Gare de Voiron | | | | | | | | |
| E     | Autre : - Arrêts non accessibles aux UFR : Rivoires, Bourg, Château d'Eau, Ferme Mollard, La Platière et Cotagon. - Amplitudes horaires : La ligne fonctionne du lundi au samedi à raison de deux départs le matin vers Voiron et le soir à raison de trois départs vers Saint-Geoire-en-Valdaine. - Particularités : En plus des trajets réguliers, la ligne compte les trajets scolaires suivant : - Le matin, un service scolaire assure le parcours Saint-Sulpice-des-Rivoires — Château d'Eau ↔ Voiron — Edgard Kofler ; - Le soir, des services scolaires assurent le parcours Saint-Geoire-en-Valdaine — Place Chaffardière Saint-Geoire-en-Valdaine — Boulongeat. - Transport à la demande : En heures creuses, la desserte est assurée par le TAD E. - Date de dernière mise à jour : 7 août 2019. | | | | | | | | |
| E     | Dernière actualisation : — | | | | | | | | |
| F     | Montferrat — Village Église ⥋ Voiron — Gare routière Nord | Montferrat — Village Église ⥋ Voiron — Gare routière Nord                                                  | Montferrat — Village Église ⥋ Voiron — Gare routière Nord                                                  | Montferrat — Village Église ⥋ Voiron — Gare routière Nord                                                  | Montferrat — Village Église ⥋ Voiron — Gare routière Nord                                                  | Montferrat — Village Église ⥋ Voiron — Gare routière Nord                                                  | Montferrat — Village Église ⥋ Voiron — Gare routière Nord                                                  | Montferrat — Village Église ⥋ Voiron — Gare routière Nord                                                  | Montferrat — Village Église ⥋ Voiron — Gare routière Nord                                                  |
| F     | Ouverture / Fermeture — / — | Longueur —                                                                                                 | Durée 30 min                                                                                               | Nb. d’arrêts 12                                                                                            | Matériel —                                                                                                 | Jours de fonctionnement L, Ma, Me, J, V, S                                                                 | Jour / Soir / Nuit / Fêtes O / N / N / N                                                                   | Voy. / an —                                                                                                | Transporteur VFD                                                                                           |
| F     | Desserte : - Villes et lieux desservis : Montferrat (Village, École, Lac Bleu), Bilieu (Village), Chirens (Village, Collège) et Voiron (CES La Garenne, Collège Saint-Joseph, Lycée F. Buisson) - Gares desservies : Gare de Voiron | | | | | | | | |
| F     | Autre : - Arrêts non accessibles aux UFR : Le Verney et Guilletière. - Amplitudes horaires : La ligne fonctionne du lundi au samedi à raison d'un départ par jour et par sens. - Particularités : En plus du trajet régulier, la ligne compte le trajet scolaire Montferrat — Village Église ↔ Voiron — Gare routière Sud via Villages du Lac de Paladru, Charavines et Apprieu. - Transport à la demande : En heures creuses, la desserte est assurée par le TAD F. - Date de dernière mise à jour : 8 août 2019. | | | | | | | | |
| F     | Dernière actualisation : — | | | | | | | | |
| L     | Rives — Maladière ⥋ Voiron — Gare Routière Sud | Rives — Maladière ⥋ Voiron — Gare Routière Sud                                                             | Rives — Maladière ⥋ Voiron — Gare Routière Sud                                                             | Rives — Maladière ⥋ Voiron — Gare Routière Sud                                                             | Rives — Maladière ⥋ Voiron — Gare Routière Sud                                                             | Rives — Maladière ⥋ Voiron — Gare Routière Sud                                                             | Rives — Maladière ⥋ Voiron — Gare Routière Sud                                                             | Rives — Maladière ⥋ Voiron — Gare Routière Sud                                                             | Rives — Maladière ⥋ Voiron — Gare Routière Sud                                                             |
| L     | Ouverture / Fermeture — / — | Longueur —                                                                                                 | Durée 24 min                                                                                               | Nb. d’arrêts 12                                                                                            | Matériel —                                                                                                 | Jours de fonctionnement L, Ma, Me, J, V, S                                                                 | Jour / Soir / Nuit / Fêtes O / N / N / N                                                                   | Voy. / an —                                                                                                | Transporteur Philibert transport                                                                           |
| L     | Desserte : - Villes et lieux desservis : Rives (Supermarché, Place Saint-Vallier), Charnècles (Mairie), Réaumont, Saint-Cassien (Église) et Voiron (Collège Saint-Joseph, Lycée F. Buisson, CES La Garenne) - Gares desservies : Gare de Voiron | | | | | | | | |
| L     | Autre : - Arrêts non accessibles aux UFR : Maladière, Bas Rives, Les Rivoires et Maloza. - Amplitudes horaires : La ligne fonctionne du lundi au samedi à raison d'un à deux départs par jour et par sens. - Date de dernière mise à jour : 8 août 2019. | | | | | | | | |
| L     | Dernière actualisation : — | | | | | | | | |
| N     | Saint-Jean-de-Moirans — Rossignol (La Buisse — Le Gay Giratoire) ⥋ Voreppe — Centr'Alp Louis Armand | Saint-Jean-de-Moirans — Rossignol (La Buisse — Le Gay Giratoire) ⥋ Voreppe — Centr'Alp Louis Armand        | Saint-Jean-de-Moirans — Rossignol (La Buisse — Le Gay Giratoire) ⥋ Voreppe — Centr'Alp Louis Armand        | Saint-Jean-de-Moirans — Rossignol (La Buisse — Le Gay Giratoire) ⥋ Voreppe — Centr'Alp Louis Armand        | Saint-Jean-de-Moirans — Rossignol (La Buisse — Le Gay Giratoire) ⥋ Voreppe — Centr'Alp Louis Armand        | Saint-Jean-de-Moirans — Rossignol (La Buisse — Le Gay Giratoire) ⥋ Voreppe — Centr'Alp Louis Armand        | Saint-Jean-de-Moirans — Rossignol (La Buisse — Le Gay Giratoire) ⥋ Voreppe — Centr'Alp Louis Armand        | Saint-Jean-de-Moirans — Rossignol (La Buisse — Le Gay Giratoire) ⥋ Voreppe — Centr'Alp Louis Armand        | Saint-Jean-de-Moirans — Rossignol (La Buisse — Le Gay Giratoire) ⥋ Voreppe — Centr'Alp Louis Armand        |
| N     | Ouverture / Fermeture — / — | Longueur —                                                                                                 | Durée 12 (16) min                                                                                          | Nb. d’arrêts 11 (12)                                                                                       | Matériel Otokar Navigo                                                                                     | Jours de fonctionnement L, Ma, Me, J, V, S                                                                 | Jour / Soir / Nuit / Fêtes O / N / N / N                                                                   | Voy. / an —                                                                                                | Transporteur Groupe Perraud                                                                                |
| N     | Desserte : - Villes et lieux desservis : La Buisse, Saint-Jean-de-Moirans, Moirans (Centr'Alp) et Voreppe (Centr'Alp) - Gares desservies : Aucune. | | | | | | | | |
| N     | Autre : - Arrêts non accessibles aux UFR : Le Gay Giratoire, Rossignol, Parabot, Thales LCD, Thales-Trixell vers Louis Armand, ELS Group et Louis Armand. - Amplitudes horaires : La ligne fonctionne du lundi au samedi de 7 h 30 à 9 h 15 vers Voreppe et de 16 h 25 à 18 h 40 vers La Buisse. - Particularités : La ligne dessert l'arrêt Le Gay Giratoire à certains services. - Date de dernière mise à jour : 8 août 2019. | | | | | | | | |
| N     | Dernière actualisation : — | | | | | | | | |
| W     | Voiron — Gare Routière Sud ⥋ Fontanil-Cornillon — Palluel | Voiron — Gare Routière Sud ⥋ Fontanil-Cornillon — Palluel                                                  | Voiron — Gare Routière Sud ⥋ Fontanil-Cornillon — Palluel                                                  | Voiron — Gare Routière Sud ⥋ Fontanil-Cornillon — Palluel                                                  | Voiron — Gare Routière Sud ⥋ Fontanil-Cornillon — Palluel                                                  | Voiron — Gare Routière Sud ⥋ Fontanil-Cornillon — Palluel                                                  | Voiron — Gare Routière Sud ⥋ Fontanil-Cornillon — Palluel                                                  | Voiron — Gare Routière Sud ⥋ Fontanil-Cornillon — Palluel                                                  | Voiron — Gare Routière Sud ⥋ Fontanil-Cornillon — Palluel                                                  |
| W     | Ouverture / Fermeture — / — | Longueur —                                                                                                 | Durée 35 min                                                                                               | Nb. d’arrêts 22                                                                                            | Matériel IVECO Crossway LE                                                                                 | Jours de fonctionnement L, Ma, Me, J, V, S                                                                 | Jour / Soir / Nuit / Fêtes O / N / N / N                                                                   | Voy. / an —                                                                                                | Transporteur Groupe Perraud                                                                                |
| W     | Desserte : - Villes et lieux desservis : Voiron (Lycée F. Buisson), Coublevie (Parking Plan Menu), Saint-Jean-de-Moirans, La Buisse, Voreppe (Mairie, Centre des Paralysés) et Fontanil-Cornillon - Gares et stations desservies : Gare de Voiron, Gare de Voreppe, Palluel (Ligne E du tramway de Grenoble) | | | | | | | | |
| W     | Autre : - Arrêts non accessibles aux UFR : Monument aux Morts et Les Bannettes. - Amplitudes horaires : La ligne fonctionne du lundi au vendredi de 6 h 20 à 19 h 50 et le samedi de 7 h 25 à 18 h 25 environ. - Particularités : La ligne W est en correspondance avec le réseau TAG et la ligne E du tramway de Grenoble direction Grenoble, au terminus Palluel. - Date de dernière mise à jour : 8 août 2019. | | | | | | | | |
| W     | Dernière actualisation : — | | | | | | | | |
| Lac   | Voiron — Gare routière Nord ⥋ Paladru — Village | Voiron — Gare routière Nord ⥋ Paladru — Village                                                            | Voiron — Gare routière Nord ⥋ Paladru — Village                                                            | Voiron — Gare routière Nord ⥋ Paladru — Village                                                            | Voiron — Gare routière Nord ⥋ Paladru — Village                                                            | Voiron — Gare routière Nord ⥋ Paladru — Village                                                            | Voiron — Gare routière Nord ⥋ Paladru — Village                                                            | Voiron — Gare routière Nord ⥋ Paladru — Village                                                            | Voiron — Gare routière Nord ⥋ Paladru — Village                                                            |
| Lac   | Ouverture / Fermeture — / — | Longueur —                                                                                                 | Durée 38 min                                                                                               | Nb. d’arrêts 20                                                                                            | Matériel —                                                                                                 | Jours de fonctionnement L, Ma, Me, J, V, S                                                                 | Jour / Soir / Nuit / Fêtes O / N / N / N                                                                   | Voy. / an —                                                                                                | Transporteur VFD                                                                                           |
| Lac   | Desserte : - Villes et lieux desservis : Voiron, La Murette, Saint-Blaise-du-Buis, Apprieu, Charavines, Villages du Lac de Paladru (Le Pin, Paladru) - Gares desservies : Gare de Voiron | | | | | | | | |
| Lac   | Autre : - Arrêt non accessible aux UFR : L'Agnelas, La Couratière, ZA Le Talamud, La Ravignhouse, Bompertuis, Les Forges, Papeterie, Le Guillermet, Jacquin, Calatrin et Village. - Amplitudes horaires : La ligne fonctionne du lundi au samedi en période estive à raison de deux allers-retours par jour. - Date de dernière mise à jour : 14 août 2019. | | | | | | | | |
| Lac   | Dernière actualisation : — | | | | | | | | |

### Lignes de transport à la demande
Ces lignes, accessibles sur réservation téléphonique, complètent l'offre de transport des lignes régulières.
| Ligne | Caractéristiques | Caractéristiques                                                    | Caractéristiques                                                    | Caractéristiques                                                    | Caractéristiques                                                    | Caractéristiques                                                    | Caractéristiques                                                    | Caractéristiques                                                    | Caractéristiques                                                    |
| TAD C | Voiron — Médecine ⥋ Saint-Julien-de-Ratz — Village | Voiron — Médecine ⥋ Saint-Julien-de-Ratz — Village                  | Voiron — Médecine ⥋ Saint-Julien-de-Ratz — Village                  | Voiron — Médecine ⥋ Saint-Julien-de-Ratz — Village                  | Voiron — Médecine ⥋ Saint-Julien-de-Ratz — Village                  | Voiron — Médecine ⥋ Saint-Julien-de-Ratz — Village                  | Voiron — Médecine ⥋ Saint-Julien-de-Ratz — Village                  | Voiron — Médecine ⥋ Saint-Julien-de-Ratz — Village                  | Voiron — Médecine ⥋ Saint-Julien-de-Ratz — Village                  |
| ----- | --- | ------------------------------------------------------------------- | ------------------------------------------------------------------- | ------------------------------------------------------------------- | ------------------------------------------------------------------- | ------------------------------------------------------------------- | ------------------------------------------------------------------- | ------------------------------------------------------------------- | ------------------------------------------------------------------- |
| TAD C | Ouverture / Fermeture — / — | Longueur —                                                          | Durée —                                                             | Nb. d’arrêts 16                                                     | Matériel —                                                          | Jours de fonctionnement L, Ma, Me, J, V, S                          | Jour / Soir / Nuit / Fêtes O / N / N / N                            | Voy. / an —                                                         | Transporteur —                                                      |
| TAD C | Desserte : - Villes et lieux desservis : Voiron, Coublevie (Supermarché, Collège Plan Menu, Hôpital, Maison de retraite), La Sure-en-Chartreuse (Saint-Julien-de-Ratz : Centre de pneumologie, Village) - Gares desservies : Gare de Voiron • Gare de Voreppe |                                                                     |                                                                     |                                                                     |                                                                     |                                                                     |                                                                     |                                                                     |                                                                     |
| TAD C | Autre : - Arrêts non accessibles aux UFR : — - Amplitudes horaires : La ligne fonctionne du lundi au samedi sur réservation à raison de deux départs par jour et par sens. - Date de dernière mise à jour : 6 août 2019. |                                                                     |                                                                     |                                                                     |                                                                     |                                                                     |                                                                     |                                                                     |                                                                     |
| TAD C | Dernière actualisation : — |                                                                     |                                                                     |                                                                     |                                                                     |                                                                     |                                                                     |                                                                     |                                                                     |
| TAD D | Voiron — Gare routière Nord ⥋ Merlas — Chapelle de Merlas | Voiron — Gare routière Nord ⥋ Merlas — Chapelle de Merlas           | Voiron — Gare routière Nord ⥋ Merlas — Chapelle de Merlas           | Voiron — Gare routière Nord ⥋ Merlas — Chapelle de Merlas           | Voiron — Gare routière Nord ⥋ Merlas — Chapelle de Merlas           | Voiron — Gare routière Nord ⥋ Merlas — Chapelle de Merlas           | Voiron — Gare routière Nord ⥋ Merlas — Chapelle de Merlas           | Voiron — Gare routière Nord ⥋ Merlas — Chapelle de Merlas           | Voiron — Gare routière Nord ⥋ Merlas — Chapelle de Merlas           |
| TAD D | Ouverture / Fermeture — / — | Longueur —                                                          | Durée —                                                             | Nb. d’arrêts 13                                                     | Matériel —                                                          | Jours de fonctionnement L, Ma, Me, J, V, S                          | Jour / Soir / Nuit / Fêtes O / N / N / N                            | Voy. / an —                                                         | Transporteur —                                                      |
| TAD D | Desserte : - Villes et lieux desservis : Voiron (Lycée F. Buisson), Coublevie, Saint-Étienne-de-Crossey (Village, Les Pompiers), Saint-Nicolas-de-Macherin (Place) et Merlas - Gares desservies : Gare de Voiron |                                                                     |                                                                     |                                                                     |                                                                     |                                                                     |                                                                     |                                                                     |                                                                     |
| TAD D | Autre : - Arrêts non accessibles aux UFR : — - Amplitudes horaires : La ligne fonctionne du lundi au samedi sur réservation à raison de deux départs par jour et par sens. - Date de dernière mise à jour : 6 août 2019. |                                                                     |                                                                     |                                                                     |                                                                     |                                                                     |                                                                     |                                                                     |                                                                     |
| TAD D | Dernière actualisation : — |                                                                     |                                                                     |                                                                     |                                                                     |                                                                     |                                                                     |                                                                     |                                                                     |
| TAD E | Merlas — Picoudière ⥋ Saint-Geoire-en-Valdaine — Place Chaffardière | Merlas — Picoudière ⥋ Saint-Geoire-en-Valdaine — Place Chaffardière | Merlas — Picoudière ⥋ Saint-Geoire-en-Valdaine — Place Chaffardière | Merlas — Picoudière ⥋ Saint-Geoire-en-Valdaine — Place Chaffardière | Merlas — Picoudière ⥋ Saint-Geoire-en-Valdaine — Place Chaffardière | Merlas — Picoudière ⥋ Saint-Geoire-en-Valdaine — Place Chaffardière | Merlas — Picoudière ⥋ Saint-Geoire-en-Valdaine — Place Chaffardière | Merlas — Picoudière ⥋ Saint-Geoire-en-Valdaine — Place Chaffardière | Merlas — Picoudière ⥋ Saint-Geoire-en-Valdaine — Place Chaffardière |
| TAD E | Ouverture / Fermeture — / — | Longueur —                                                          | Durée —                                                             | Nb. d’arrêts 13                                                     | Matériel —                                                          | Jours de fonctionnement L, Ma, Me, J, V, S                          | Jour / Soir / Nuit / Fêtes O / N / N / N                            | Voy. / an —                                                         | Transporteur —                                                      |
| TAD E | Desserte : - Villes et lieux desservis : Merlas (Village, Chapelle), Saint-Bueil (Foyer Municipal), Voissant (Église), Velanne (Centre), Saint-Sulpice-des-Rivoires (Bourg, Château d'Eau) et Saint-Geoire-en-Valdaine (Gendarmerie, Village, Piscine) - Gares desservies : Aucune. |                                                                     |                                                                     |                                                                     |                                                                     |                                                                     |                                                                     |                                                                     |                                                                     |
| TAD E | Autre : - Arrêts non accessibles aux UFR : — - Amplitudes horaires : La ligne fonctionne du lundi au samedi sur réservation à raison de quatre départs par jour et par sens. - Date de dernière mise à jour : 6 août 2019. |                                                                     |                                                                     |                                                                     |                                                                     |                                                                     |                                                                     |                                                                     |                                                                     |
| TAD E | Dernière actualisation : — |                                                                     |                                                                     |                                                                     |                                                                     |                                                                     |                                                                     |                                                                     |                                                                     |
| TAD F | Voiron — Gare routière Nord ⥋ Montferrat — Village Église | Voiron — Gare routière Nord ⥋ Montferrat — Village Église           | Voiron — Gare routière Nord ⥋ Montferrat — Village Église           | Voiron — Gare routière Nord ⥋ Montferrat — Village Église           | Voiron — Gare routière Nord ⥋ Montferrat — Village Église           | Voiron — Gare routière Nord ⥋ Montferrat — Village Église           | Voiron — Gare routière Nord ⥋ Montferrat — Village Église           | Voiron — Gare routière Nord ⥋ Montferrat — Village Église           | Voiron — Gare routière Nord ⥋ Montferrat — Village Église           |
| TAD F | Ouverture / Fermeture — / — | Longueur —                                                          | Durée —                                                             | Nb. d’arrêts 11                                                     | Matériel —                                                          | Jours de fonctionnement L, Ma, Me, J, V, S                          | Jour / Soir / Nuit / Fêtes O / N / N / N                            | Voy. / an —                                                         | Transporteur —                                                      |
| TAD F | Desserte : - Villes et lieux desservis : Voiron (Collège Saint-Joseph), Chirens (Village), Bilieu (Place) et Montferrat (La Verronnière) - Gares desservies : Gare de Voiron |                                                                     |                                                                     |                                                                     |                                                                     |                                                                     |                                                                     |                                                                     |                                                                     |
| TAD F | Autre : - Arrêts non accessibles aux UFR : — - Amplitudes horaires : La ligne fonctionne du lundi au samedi sur réservation à raison d'un départ par jour et par sens. - Date de dernière mise à jour : 6 août 2019. |                                                                     |                                                                     |                                                                     |                                                                     |                                                                     |                                                                     |                                                                     |                                                                     |
| TAD F | Dernière actualisation : — |                                                                     |                                                                     |                                                                     |                                                                     |                                                                     |                                                                     |                                                                     |                                                                     |
| TAD G | Voiron — Gare routière Nord ⥋ Charancieu — Centre | Voiron — Gare routière Nord ⥋ Charancieu — Centre                   | Voiron — Gare routière Nord ⥋ Charancieu — Centre                   | Voiron — Gare routière Nord ⥋ Charancieu — Centre                   | Voiron — Gare routière Nord ⥋ Charancieu — Centre                   | Voiron — Gare routière Nord ⥋ Charancieu — Centre                   | Voiron — Gare routière Nord ⥋ Charancieu — Centre                   | Voiron — Gare routière Nord ⥋ Charancieu — Centre                   | Voiron — Gare routière Nord ⥋ Charancieu — Centre                   |
| TAD G | Ouverture / Fermeture — / — | Longueur —                                                          | Durée —                                                             | Nb. d’arrêts 30                                                     | Matériel —                                                          | Jours de fonctionnement L, Ma, Me, J, V, S                          | Jour / Soir / Nuit / Fêtes O / N / N / N                            | Voy. / an —                                                         | Transporteur —                                                      |
| TAD G | Desserte : - Villes et lieux desservis : Voiron (Collège Saint-Joseph), La Murette (Village), Saint-Blaise-du-Buis (ZA Le Talamud, Mairie), Apprieu, Charavines (Place du Marché, Office du Tourisme), Villages du Lac de Paladru (Le Pin, Paladru : Village), Les Abrets-en-Dauphiné (La Bâtie-Divisin : Mairie déléguée) et Charancieu (Zone artisanale, Centre) - Gares desservies : Gare de Voiron |                                                                     |                                                                     |                                                                     |                                                                     |                                                                     |                                                                     |                                                                     |                                                                     |
| TAD G | Autre : - Arrêts non accessibles aux UFR : — - Amplitudes horaires : La ligne fonctionne du lundi au samedi sur réservation à raison de deux départs par jour et par sens. - Date de dernière mise à jour : 6 août 2019. |                                                                     |                                                                     |                                                                     |                                                                     |                                                                     |                                                                     |                                                                     |                                                                     |
| TAD G | Dernière actualisation : — |                                                                     |                                                                     |                                                                     |                                                                     |                                                                     |                                                                     |                                                                     |                                                                     |
| TAD W | Voreppe — Gare SNCF ⥋ Pommiers-la-Placette — Pallachère | Voreppe — Gare SNCF ⥋ Pommiers-la-Placette — Pallachère             | Voreppe — Gare SNCF ⥋ Pommiers-la-Placette — Pallachère             | Voreppe — Gare SNCF ⥋ Pommiers-la-Placette — Pallachère             | Voreppe — Gare SNCF ⥋ Pommiers-la-Placette — Pallachère             | Voreppe — Gare SNCF ⥋ Pommiers-la-Placette — Pallachère             | Voreppe — Gare SNCF ⥋ Pommiers-la-Placette — Pallachère             | Voreppe — Gare SNCF ⥋ Pommiers-la-Placette — Pallachère             | Voreppe — Gare SNCF ⥋ Pommiers-la-Placette — Pallachère             |
| TAD W | Ouverture / Fermeture — / — | Longueur —                                                          | Durée —                                                             | Nb. d’arrêts 11                                                     | Matériel —                                                          | Jours de fonctionnement L, Ma, Me, J, V, S                          | Jour / Soir / Nuit / Fêtes O / N / N / N                            | Voy. / an —                                                         | Transporteur —                                                      |
| TAD W | Desserte : - Villes et lieux desservis : Voreppe, La Sure-en-Chartreuse (Pommiers-la-Placette) - Gares desservies : Gare de Voreppe |                                                                     |                                                                     |                                                                     |                                                                     |                                                                     |                                                                     |                                                                     |                                                                     |
| TAD W | Autre : - Arrêts non accessibles aux UFR : — - Amplitudes horaires : La ligne fonctionne du lundi au samedi sur réservation à raison d'un départ par jour et par sens. - Date de dernière mise à jour : 6 août 2019. |                                                                     |                                                                     |                                                                     |                                                                     |                                                                     |                                                                     |                                                                     |                                                                     |
| TAD W | Dernière actualisation : — |                                                                     |                                                                     |                                                                     |                                                                     |                                                                     |                                                                     |                                                                     |                                                                     |

### Lignes scolaires
Ces lignes sont accessibles à tous les voyageurs.
| No    | Parcours | Période                         | Transporteur |
| ----- | --- | ------------------------------- | ------------ |
| FD01  | Moirans — Lycée P. Béghin ↔ Fontanil-Cornillon — Lycée F. Dolto via Voreppe | L, Ma, Me, J, V                 |              |
| MO02  | Tullins — Collège Condorcet ↔ Moirans — Lycée P. Béghin via Vourey et Collège du Vergeron | L, Ma, Me, J, V                 |              |
| MO03  | La Buisse — Place / Saint-Jean-de-Moirans — L'Archat ↔ Moirans — Lycée P. Béghin | L, Ma, Me, J, V                 |              |
| MO06  | Voiron — Gare routière Nord ↔ Moirans — Collège du Vergeron via Coublevie et Saint-Jean-de-Moirans | L, Ma, Me, J, V                 |              |
| MO07  | Fontanil-Cornillon — Croix de la Rochtte ↔ Moirans — Lycée P. Béghin via Voreppe | L, Ma, Me, J, V                 |              |
| MO08  | Moirans — Pont du Rosey ↔ Moirans — Collège du Vergeron Moirans — Pont Fanjoux ↔ Moirans — Rue Kerdrean École J. Prévert | L, Ma, Me, J, V                 |              |
| NAV01 | Voiron — Lycée E. Herriot - Brammeret ↔ Coublevie — Collège Plan Menu desserte du collège Saint-Joseph au retour | L, Ma, Me, J, V                 |              |
| PO01  | Pommiers-la-Placette — Centre / Col de la Placette ↔ Voreppe — Mairie | L, Ma, Me, J, V                 |              |
| PR01  | Saint-Étienne-de-Crossey — Tolvon la Coche ↔ Saint-Étienne-de-Crossey — Écoles | L, Ma, Me, J, V                 |              |
| PR02  | Saint-Aupre — Grand Vivier ↔ Saint-Aupre — École via Saint-Étienne-de-Crossey | L, Ma, J, V                     |              |
| PR03  | Coublevie — La Tivollière ↔ Coublevie — Rue du 11 nov. 1918 École Bérard | L, Ma, Me, J, V                 |              |
| PR04  | Réaumont — Bourg École ↔ Réaumont — Bourg École / Saint-Blaise-du-Buis — Mairie | L, Ma, J, V                     |              |
| PR05  | Charavines — Place du Marché ↔ Charavines — École maternelle | L, Ma, J, V                     |              |
| PR06  | La Bâtie-Divisin — La Chapelle Hameau ↔ La Bâtie-Divisin — École primaire | L, Ma, Me, J, V                 |              |
| PR07  | Montferrat — Courbon / Le Jayet ↔ Montferrat — École | L, Ma, J, V                     |              |
| PR08  | Pont-de-Beauvoisin — Lycée Pravaz → Saint-Geoire-en-Valdaine — École privée Plampalais Saint-Geoire-en-Valdaine — Consuoz Abribus ↔ Saint-Geoire-en-Valdaine — École Lamberière / La Combe Merlas — La Picoudière - 4 Chemins / Saint-Geoire-en-Valdaine — Champet ↔ Saint-Geoire-en-Valdaine — École privée Plampalais | L, Ma, Me, J, V                 |              |
| RI01  | Saint-Blaise-du-Buis — Route de la Murette ↔ Rives — Collège R. Desnos via Réaumont | L, Ma, Me, J, V                 |              |
| RI02  | Réaumont — Mouret Lavoir ↔ Rives — Collège R. Desnos via Saint-Blaise-du-Buis | L, Ma, Me, J, V                 |              |
| RI03  | Saint-Cassien — Maloza ↔ Rives — Collège R. Desnos via Réaumont et Charnècles | L, Ma, Me, J, V                 |              |
| RI04  | Charnècles — Bois Vert Route de Rives ↔ Rives — Collège R. Desnos | L, Ma, Me, J, V                 |              |
| SA01  | Saint-Aupre — Ture ↔ Coublevie — Collège Plan Menu / Voiron — Collège Saint-Joeph via Saint-Étienne-de-Crossey | L, Ma, Me, J, V                 |              |
| SE01  | Saint-Étienne-de-Crossey — La Gatelière / Saint-Nicolas-de-Macherin — Place ↔ Voiron — Lycée F. Buisson / Voiron — Collège Saint-Joeph via Coublevie | L, Ma, Me, J, V                 |              |
| SJ01  | Tullins — Jardin des Arts / Collège Condorcet ↔ Saint-Jean-de-Moirans — Place via Vourey | L, Ma, Me, J, V                 |              |
| SJ02  | Rives — Gare SNCF ↔ Saint-Jean-de-Moirans — Place via Moirans et Charnècles | L, Ma, Me, J, V                 |              |
| SJ03  | La Buisse — Place ↔ Saint-Jean-de-Moirans — Place via Moirans | L, Ma, Me, J, V                 |              |
| SN01  | Merlas — La Chapelle / Merlas — Village ↔ Coublevie — Collège Plan Menu / Chirens — Collège via Chirens et Coublevie | L, Ma, Me, J, V                 |              |
| TU01  | Tullins — L'Eslinard Gouy ↔ Tullins — École C. Desmoulins via Collège Condorcet | L, Ma, Me, J, V                 |              |
| TU02  | Tullins — La grange des Prés ↔ Tullins — École C. Desmoulins via Collège Condorcet | L, Ma, Me, J, V                 |              |
| VO04  | Moirans — Les Chartreux ↔ Voiron — CES La Garenne | L, Ma, Me, J, V                 |              |
| VO05  | Voiron — Gare routière Nord ↔ Voiron — Lycée agricole La Martelière | L, V et veille rentrée/vacances |              |
| VO06  | Voiron — Les tuilières / Chirens — Village ↔ Voiron — CES La Garenne | L, Ma, Me, J, V                 |              |

## Exploitation

### État de parc

#### Historique du parc
De la création des lignes urbaines du réseau et jusqu'en 2010, trois lignes étaient exploitées en Scania Omnicity et en Scania Carsa.
En 2010, le parc se modernise en s'équipant d'Heuliez bus GX 327 et GX 127 L que l'exploitant "Perraud" gardera jusqu'en 2017 où ils seront tous vendus à l'exception des numéros 243 et 257.

#### Parc Actuel

##### Perraud
Le parc urbain est composé de :
- 5 Heuliez GX 337 nos 396 à 400
- 6 Heuliez GX 137 L nos 360 et 401 à 405
- 1 Heuliez GX 127 no 243
- 1 Heuliez GX 327 no 257

Le parc inter-urbain :
- Iveco Crossway LE
- Irisbus Crossway LE
- Irisbus Magelys

##### VFD
Le parc voironnais est composé de :
- Iveco Crossway
- Bova Futura
- Temsa Tourmalin

##### Faure Vercors
Le parc du voironnais est composé de :

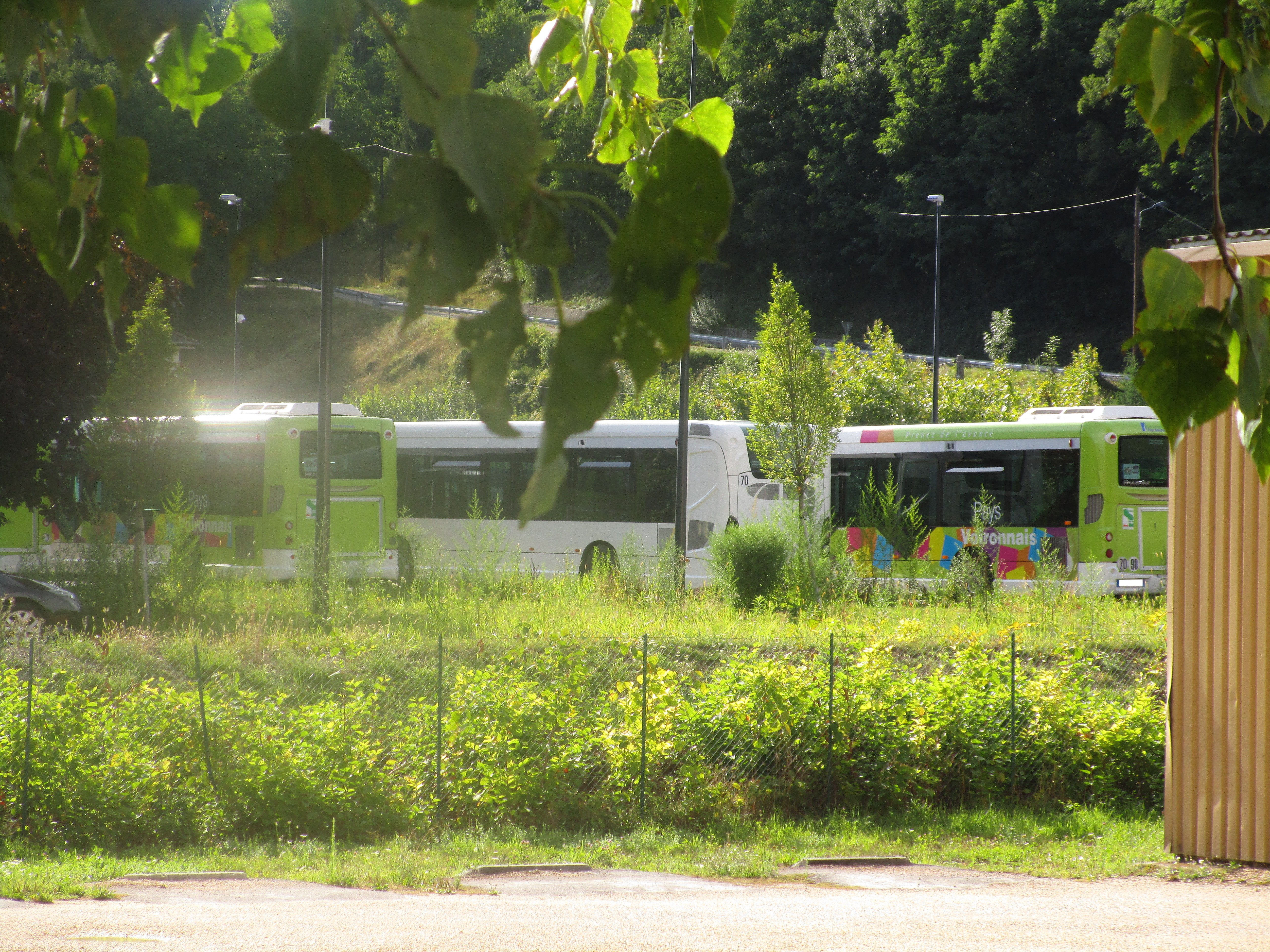
Trois bus du réseau au dépôt en 8 2017.

- Man Lion's intercity
- Iveco Crossway

### Dépôt

#### Perraud
Les autobus du réseau urbain de Voiron exploité par l'entreprise "Perraud" sont remisés au dépôt qui se situe au sud du terminus "Paviot" de la ligne 1 sur l'avenue de la "patiniere".

#### VFD
Les autocars de l'entreprise VFD qui circulent sur le réseau sont stockés dans tous les dépôt de l'entreprise mais sont majoritairement stockés dans le dépôt de Voiron qui est situé en haut de la "zone d'activité des blanchisseries".

#### Faure Vercors
Les cars de la ligne D exploité par l'entreprise "Faure Vercors" sont remisés dans leur dépôt situé dans la ville de Saint-Aupre

### Tarification et financement
le réseau de transports est financé par la Communauté d'agglomération du Pays voironnais et indirectement par les usagers avec la vente de Carte Oùra et de tickets de transports du pays Voironnais, vendu 1,20 € par ticket.